# Kekrops

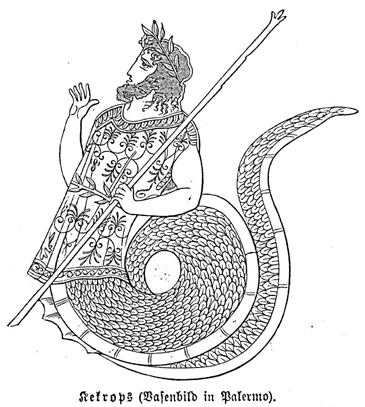
Kekrops op een vaasschildering uit Palermo

Kekrops (Oudgrieks Κέκροψ) was in de Griekse mythologie een autochthonos van het landschap Attica.
Hij zou de stichter van Athene zijn, waarvan de burcht ook de naam droeg van Kekropia. Poseidon en Athena zouden hem vanwege zijn rechtvaardigheid tot scheidsrechter in hun strijd om Attica hebben gekozen. 
Zijn lichaam was half dat van een mens, half dat van een slang.
Hij had drie dochters, Agraulos, Pandrosos en Herse, en een zoon, Erysichthon. Athena vertrouwde aan de drie dochters haar zoontje Erichthonius toe in een gesloten mandje. Ze mochten er niet in kijken, maar Agraulos keek toch. Later werd ze door Mercurius in een steen veranderd. 